# موقع صبغوي

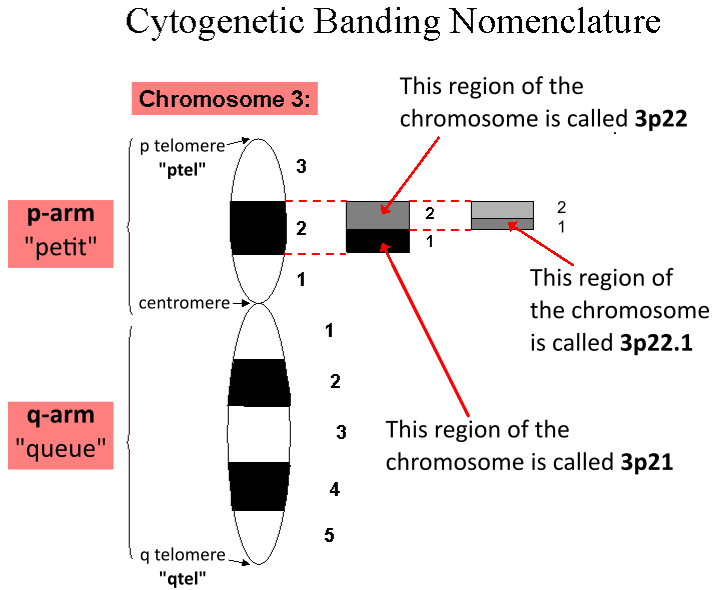

الموقع الكروموسومي (ملاحظة 1) (بالإنجليزية: Locus)‏ هو مصطلح مستخدم في مجال علم الوراثة و مجال الإحصاء الحيوي، حيث يُعبر المصطلح عن المَوقع المُحدد الذي يشغله جين مُعين عَلى الكروموسوم. وتسمى الأَشكال المُغايرة للجينات التي تَشغل نفس المَوضع عَلى الكروموسومات بِـألائل (بالإنجليزية: allele)‏. وتعرف المَجموعة المُرتبة من المواضع الصبغوية الخاصة على جينوم مُعين بالخريطة الجينية. ووُضعت الخرائط الجينية لتحديد أي المواضع الصبغوية ترتبط مع أي السمات الظاهرية.

## هوامش
- ملاحظة 1 المرادفات: الموقع الكروموسومي [4] أو الموضع الصبغوي.